# Titan Quest
Titan Quest is een actierollenspel (hack and slash), ontwikkeld door Iron Lore Entertainment. Het spel werd wereldwijd uitgegeven door THQ op 26 juni 2006. Op Steam werd het spel ook uitgebracht samen met de uitbreiding Titan Quest: Immortal Throne op 17 juli 2007. Het spel is verkrijgbaar via Impulse, GamersGate, Gametap, Direct2Drive en OnLive. 
Een Limited Edition werd rond dezelfde periode als het originele spel uitgebracht en bevat een Steekbook tin case. Een Deluxe Edition werd ook uitgebracht met het originele spel en alle patches. Uiteindelijk werd er een Gold Edition uitgebracht in 2007. Het bestond uit twee kopieën van de Titan Quest en de uitbreiding. 
De engine en gameplay van Titan Quest zouden later de fundamenten worden van Grim Dawn, een computerspel ontwikkeld door leden van Iron Lore nadat de studio sloot. In 2016 werd een verbeterde en uitgebreide Anniversary Edition uitgegeven op Steam, deze kreeg zeer positieve reviews. Op 17 november 2017, meer dan tien jaar na de uitgave van Immortal Throne werd er een nieuwe uitbreiding uitgegeven door THQ Nordic, getiteld Titan Quest: Ragnarök.

## Gameplay
De speler speelt een held en die tegen monsters vecht in het oude Griekenland, het oude Egypte en op de Zijderoute in Azië. Het spel werd bedacht door de coproducent Brian Sullivan en gebruikt Ragdoll physics, lichteffecten, een dag-en-nachtcyclus en 3D-graphics. Daarnaast kunnen spelers zelf een wereld en queesten ontwerpen.
De speler krijgt experience points voor het doden van monsters en het voltooien van quests. Deze experience points zorgen er voor dat de speler in level stijgt. Elke keer de speler een level stijgt kan hij punten toewijzen aan zijn eigenschappen (gezondheid, energie, handigheid, intelligentie en kracht) en Mastery. De speler kan twee uit de acht beschikbare masteries kiezen, de combinatie van deze twee masteries bepalen de klasse van de speler. Beide uitbreiding voegen 1 mastery toe aan het spel om in totaal 10 beschikbare masteries te bekomen.  
De uitbreiding Titan Quest schept de mogelijkheid om met meerdere spelers tegelijk te spelen in een zogenaamde multiplayermodus. Het is mogelijk met maximaal zes spelers tegelijk te spelen via een LAN of het internet.

## Uitbreidingen

### Titan Quest: Immortal Throne
De ontwikkeling van dit uitbreidingspakket begon kort na de uitgave van Titan Quest. De uitbreiding werd voor het eerst aangekondigd in 2006 en werd uitgegeven in 2007. Het speelt zich af onmiddellijk na het eerste spel en laat de speler een nieuwe uitbraak van monster onderzoeken, deze keer in de onderwereld.

### Titan Quest: Ragnarök
Deze uitbreiding kwam onverwacht uit op 17 november 2017, meer dan tien jaar na Immortal Throne, voor de Anniversary Edition. Het speelt zich af in het noorden van Europa en draait deze keer om de noorse goden.